# Thesium jarmilae
Thesium jarmilae är en sandelträdsväxtart som beskrevs av Radovan Hendrych. Thesium jarmilae ingår i släktet spindelörter, och familjen sandelträdsväxter. Inga underarter finns listade i Catalogue of Life.